# Ten (sångare)
Chittaphon Leechaiyapornkul (thai: ชิตพล ลี้ชัยพรกุล), mer känd under artistnamnet Ten (thai: เตนล์) (koreanska: 텐), född 27 februari 1996 i Bangkok, är en thailändsk sångare, dansare och rappare huvudsakligen verksam i Sydkorea och Kina. Han är medlem i sydkoreanska SM Entertainments pojkband NCT och dess kinesiska undergrupp WayV, samt i pojkbandet SuperM. Han är även medlem i SM The Performance, en dansgrupp som samlar några av SM Entertainments bästa manliga dansare.

## Biografi

### Bakgrund och SM Rookies
Ten vann den thailändska TV-talangjakten Teen Superstar 2011, där han deltog under artistnamnet TNT. Vinnaren erbjöds bland annat sång- och dansundervisning från sydkoreanska Starship Entertainment, såväl som möjligheten att skriva kontrakt med bolaget. Ten avböjde kontraktet och anslöt sig senare till SM Entertainment efter att ha blivit antagen genom en av bolagets internationella auditioner i Thailand.
I december 2013 presenterades Ten som en av medlemmarna i SM:s nya projekt SM Rookies, avsett att ge en utvald grupp av SM:s unga artister scenvana och synlighet innan deras officiella debut i en av bolagets grupper. Som del av Rookies medverkade Ten bland annat i Exo 90:2014, ett underhållningsprogram om 1990-talets k-pop lett av SM:s pojkband Exo.

### 2016–2018: NCT och SM Station
SM lanserade pojkbandet NCT i april 2016, bestående av en stor huvudgrupp med ett obegränsat antal medlemmar som delas in i mindre undergrupper för olika syften. Ten och fem andra Rookies blev NCT:s första medlemmar genom undergruppen NCT U, en gemensam grupp avsedd för samarbeten mellan olika kombinationer av NCT:s medlemmar. Ten medverkade i NCT U:s debutsingel "The Seventh Sense", släppt 9 april. Från juli till december 2016 deltog Ten i tävlingsprogrammet Hit the Stage, där k-popartister kända för sin danstalang uppträdde tillsammans med professionella dansgrupper. I januari 2017 deltog Ten i underhållningsprogrammet Chodeunghakgyo (Real class: Elementary School), där sydkoreanska skolelever hjälpte utländska k-popartister förbättra sina kunskaper i det koreanska språket.
Tens första singel "Dream in a Dream" utkom 7 april 2017 genom musikprojektet SM Station. Låten kompletterades av en musikvideo med fokus på Tens dans och utgjorde även en del av dansprojektet SM The Performance, en grupp från 2012 som samlar några av de bästa dansarna från SM:s pojkgrupper. Gruppen hade länge varit inaktiv innan den återupplivades genom tillägget av Ten. Singeln placerade sig på femte plats på Billboardlistan World Digital Song Sales.
I mars 2018 släpptes NCT:s album NCT 2018 Empathy. Ten gjorde singeln "Baby Don’t Stop" tillsammans med Taeyong som ett NCT U-samarbete för albumet. "Baby Don't Stop" utnämndes till 2018 års bästa k-poplåt av den brittiska tidningen Dazed. "Dream in a Dream" gavs också ut på albumet, som sålde platina i Sydkorea. SM Stations andra säsong avslutades med Tens singel "New Heroes" 6 april 2018. "New Heroes" nådde fjärde plats på Billboard World Digital Song Sales.

### 2019–nutid: WayV och SuperM
NCT:s undergrupp WayV, bestående av Ten och sex andra medlemmar, debuterade 17 januari 2019 med EP:n The Vision. WayV är en grupp avsedd för den kinesiska marknaden och är verksam under SM:s kinesiska etikett Label V. Mellan juli och augusti 2019 var Ten programledare för thailändska Food Truck Battle, ett program där två kändislag, ett thailändskt och ett koreanskt, tävlade mot varandra med matbilar. I augusti 2019 offentliggjordes medlemmarna i SM:s nybildade pojkband SuperM, en supergrupp bestående av sju medlemmar från SM:s existerande pojkband, däribland Ten. Gruppen bildades i samarbete med Capitol Music Group och är avsedd att huvudsakligen marknadsföras i USA. Debut-EP:n SuperM utkom 4 oktober 2019 och toppade Billboard 200-listan.

## Diskografi

### Singlar

#### Som huvudartist
- 2017 – "Dream in a Dream"[a] (för SM Station)
- 2018 – "New Heroes" (för SM Station)

#### Som medverkande artist
- 2020 – "The Riot" (av Ginjo, med Ten och Xiaojun från WayV)[27]

## Filmografi

### TV
- 2014 – Exo 90:2014 (på Mnet)
- 2016 – Hit the Stage (på Mnet)
- 2017 – Chodeunghakgyo (Real Class: Elementary School)[b] (på SBS)
- 2019 – Food Truck Battle (på PPTV)